# Natasha Hastings
Natasha Monique Hastings, ameriška atletinja, * 23. julij 1986, Brooklyn, New York, ZDA.
Nastopila je na poletnih olimpijskih igrah v letih 2008 in 2016, obakrat je osvojila naslov olimpijske prvakinje v štafeti 4×400 m, leta 2016 pa še četrto mesto v teku na 400 m. Na svetovnih prvenstvih je osvojila pet zlatih in srebrno medaljo v štafeti 4x400 m, na svetovnih dvoranskih prvenstvih pa tri zlate in srebrno medaljo v isti disciplini ter bronasto medaljo v teku na 400 m.